# Sarah Hadland
Sarah Hadland (Londen, 15 mei 1971) is een Brits actrice. Ze is vooral bekend van haar rol als Stevie Sutton in de Britse comedy-reeks Miranda.

## Filmografie

### Films
| Jaar | Film                                                | Rol                                |
| ---- | --------------------------------------------------- | ---------------------------------- |
| 1998 | Basil                                               | 'Windmere House' Kamermeid         |
| 1999 | Julie and the Cadillacs                             | Meisje op podium                   |
| 2006 | Confetti                                            | Jen                                |
| 2007 | Magicians                                           | Carol                              |
| 2007 | Grow Your Own                                       | Carla                              |
| 2007 | Snow White: The Sequel                              | Bijkomende stemmen (Engelse dub)   |
| 2008 | Quantum of Solace                                   | Ocean Sky receptioniste            |
| 2010 | Leap Year                                           | Klantenservice-agent in luchthaven |
| 2010 | Professor Layton and the Eternal Diva (English dub) | Celia Reidley                      |
| 2012 | Now Is Good                                         | Caroline                           |
| 2013 | Burton & Taylor                                     | Kathryn Walker                     |

### Televisie
| Jaar         | Serie                       | Rol                                                                         | Aantekeningen                                                    |
| ------------ | --------------------------- | --------------------------------------------------------------------------- | ---------------------------------------------------------------- |
| 1994         | A Dark-Adapted Eye          | Elsie                                                                       | Tv-film                                                          |
| 1998         | Bob and Margaret            | Verschillende personages                                                    |                                                                  |
| 2002         | Bad Girls                   | Spike                                                                       | Speelde mee in drie episodes                                     |
| 2002         | Daddy's Girl                | DC Parkes                                                                   | Tv-film                                                          |
| 2002, 2004   | The Bill                    | Mel Roland Lara Silliton                                                    | Episode 18.74 Episode 20.62                                      |
| 2002, 2006   | Doctors                     | Debs Wendy Driscoll                                                         | Episode 5.16: "Too Late for Goodbyes" Episode 8.45: "Shadowplay" |
| 2003         | Sweet Medicine              | Jill                                                                        | Episode 1.5                                                      |
| 2004         | Casualty                    | Sandra Lee                                                                  | Episode 18.29: "Parenthood"                                      |
| 2004         | Peep Show                   | Karen                                                                       | Episode 2.6                                                      |
| 2005         | Man Stroke Woman            | Klant Vrouw in pub                                                          | Episode 1.2 Episode 1.5                                          |
| 2005         | Heatwave                    | Pippa Connors                                                               | Tv-film                                                          |
| 2005         | Beethoven                   | Johanna van Beethoven                                                       | Tv-miniserie: delen 2 en 3                                       |
| 2005         | Fireman Sam                 | Brandweervrouw Penny Morris, Bella Lasagne, Mandy, verschillende personages | Tv-serie                                                         |
| 2005         | Mile High                   | Gina                                                                        | Episode 2.23                                                     |
| 2005         | Broken News                 | Claire                                                                      | Speelde mee in alle zes episodes                                 |
| 2006         | Green Wing                  | Nurse                                                                       | Episode 2.7                                                      |
| 2006         | Saxondale                   | Tina                                                                        | Episode 1.5                                                      |
| 2007         | Supernormal                 | Changerella Bijkomende stemmen                                              | Speelde mee in 26 episodes                                       |
| 2007         | Learners                    | Fiona                                                                       | Tv-film                                                          |
| 2007         | The IT Crowd                | Margaret                                                                    | Episode 2.4: "The Dinner Party"                                  |
| 2008–10      | That Mitchell and Webb Look | Verschillende personages                                                    | Speelde mee in 17 episodes (series 2–4)                          |
| 2008         | Love Soup                   | Sarah                                                                       | Episode 2.4: "The Menaced Assassin"                              |
| 2008         | Beautiful People            | Miss Dunnderdale                                                            | Episode 1.5: "How I Got My Tongs"                                |
| 2008         | After You've Gone           | Lisa                                                                        | Episode 3.6: "Damaged"                                           |
| 2008–09      | Moving Wallpaper            | Gillian McGovern                                                            | Speelde mee in 18 episodes                                       |
| 2009–13      | Horrible Histories          | Verschillende personages                                                    | 'Series regular' in seizoenen 1, 2,4 en 5                        |
| 2009–15      | Miranda                     | Stevie Sutton                                                               | Alle episodes van seizoenen 1, 2 en 3, behalve 2.5               |
| 2010         | How Not to Live Your Life   | Karen                                                                       | Episode 3.1: "Don's New Job"                                     |
| 2011–12      | Waterloo Road               | Linda Radleigh                                                              | Speelde mee in 9 episodes (Series 7, eps 7.13 – 7.21)            |
| 2011–12      | The Jury                    | Tanya Hawkins                                                               | Episode 2 –                                                      |
| 2011–12      | The Bleak Old Shop of Stuff | Miss Tightclench                                                            |                                                                  |
| 2013–15      | The Job Lot                 | Trish                                                                       | 18 episodes (Seizoen 1–3)                                        |
| 2015         | Ballot Monkeys              | Kate Standen                                                                |                                                                  |
| 2015         | Brotherhood                 | Aunt Debbie                                                                 |                                                                  |
| 2015         | Horrible Histories          | Queen Victoria                                                              | Episode 11: 'Tricky Queen Vicky'                                 |
| 2015–present | Bob de Bouwer               | Dizzy (UK), Lift (UK), Betsy (UK), Dierenarts Tilly (UK): stem              | 30 episodes                                                      |
| 2015         | W1A                         | Fitnessinstructrice                                                         | Series 2, Episode 2                                              |
| 2016         | Galavant                    | Catherine                                                                   | Episode: "Bewitched, Bothered, Belittled"                        |
| 2016         | The Moonstone               | Miss Clack                                                                  | 5 episodes                                                       |
| 2016         | Marley's Ghosts             | Carly                                                                       | Episode 5: 'Carly'                                               |
| 2017         | Ratburger                   | DC Grey                                                                     | Tv-film                                                          |
| 2017         | Inside No. 9                | Fran                                                                        | Episode 4                                                        |
| 2019         | The Queen's Corgi           | Mitzy (UK): stem                                                            |                                                                  |